# Герб Сіналоа
Герб вільної та суверенної держави Сіналоа — герб мексиканського штату Сіналоа.

## Значення
Герб був створений 1958 року юкатеканським художником і геральдиком Роландо Арджона Амабілісом. Він має овальну форму, яка насправді є зображенням пітахаї, плоду кардона, який росте в напівпустельних районах Мексики і який дав назву штату. З цієї причини межа щита нагадує колір цього фрукта, і на ній розташовані ділянки на межі, які є спогадом про колючки пітахаї. Сліди символізують паломництво племінного населення, яке проходило територією штату. Число 1831 — це рік створення федерального утворення Мексики.
Щит поділений на чотири чверті, які представляють чотири найбільш символічні міста Сіналоа. Верхня ліва чверть представляє Кульякан, столицю штату. На коричневому тлі в нижньому лівому куті зображено гору, вершина якої вигинається відповідно до мезоамериканської іконографії. Це гліф Кульякана на науа (буквально цією мовою означає Вигнутий пагорб). Праворуч від цієї гори синя рука тримає змію такого ж кольору, прикрашену сімома зірками. Разом вони символізують Віцилопочтлі, бога-покровителя Мексики. Змія з сімома зірками — це Xiuhcóatl, або вогняна змія (блискавка), яка є зброєю війни Зловісного Колібрі. За Кодексом Ботуріні, мексиканці жили поблизу місця під назвою Кольуакан (від якого походить Куліакан), і в деяких інтерпретаціях Кольуакан з міфу ототожнюється з містом Куліакан.
У верхній правій чверті зображено місто Ель Фуерте. На червоному тлі зображено вежу та стіну. За верхівкою вежі видніється біла хмара. За муром — жовта смуга, над якою пливе півмісяць, спрямований вістрям донизу. Під вежею — три зламані стріли. Ансамбль репрезентує кілька речей. З одного боку, це данина пам'яті засновнику міста Ель Фуерте, маркізу Монтекларосу. Жовта смуга і півмісяць на червоному тлі були частиною герба цієї особи. Зламані стріли символізують хоробрість індіанців регіону. Стіна є нагадуванням про захисників міста до втихомирення індіанців.
Нижня ліва чверть нагадує легенду про заснування Росаріо. На золотому тлі — помаранчеве полум'я. Праворуч від казарми висять чотки, увінчані срібним хрестом, який є водночас якорем. Золотий фон, розарій і полум'я представляють легенду про заснування Росаріо. За цією історією, погонич мулів був у дорозі, коли втратив одного з мулів у своєму каравані. Коли настала ніч, він не зміг його шукати й вирішив заночувати біля того місця, де його загубив. Він підпалив вогонь, але заснув. Наступного дня, коли він хотів помолитися, він зрозумів, що загубив вервицю, яку носив на шиї. Він шукав її, а коли вийняв трут з багаття, то побачив, що його чотки розтанули. Мачете вказав на місце, де залишився розплавлений металевий тис. Зрештою, це було місце, де було виявлено срібну жилу, що дозволило заснувати Росаріо.
У полі ліворуч від розарію, зображено зламану кайдану, з якої крапля крові падає на білу пластину, облямовану зеленим кольором. Полум'я та зламані кайдани символізують перші перемоги повстанців у Визвольній війні. Крапля, що падає з розірваних кайданів, — це кров героїв, що падає на білий шлях свободи й зелень надії. Цей набір символізує народження мексиканської нації.
Нижня права чверть представляє Мазатлан, що мовою науатль означає «Місце оленів», і через його значення з'являється профільна голова оленя, натхненна місцевим малюнком, і дві хвилі, що виходять з його рота, що символізує його рев. Ці два острівці знайдені в цьому місці й відомі як «два брати». Якір вказує на порт і данину пам'яті морякам, які відкрили його та назвали «Сан-Хуан Баутіста де Масатлан» у XVI столітті.
Орел у клейноді нагадує про герб, який використовувався, коли Сіналоа та Сонора створили «Штат Заходу» між 1821 і 1831 роками.